# 喜歡你喜歡我
《喜歡你喜歡我》（英語：I Love How You Love Me、The Love Winner）是一部2004年臺灣青春愛情片，由朱延平執導，主演包括林志穎、劉亦菲、許紹洋和楊恭如。

## 演員
| 演員   | 角色   | 介紹                                                                  |
| 林志穎 | 杜恆風 | 杜南之子 对金巧莉一见钟情，为此就读第一学院，和金巧莉成为同学         |
| 劉亦菲 | 金巧莉 | 第一学院学生 两年前男友身亡而留下心结                                 |
| 許紹洋 | 王漢文 | 第一学院新聘的老师 自幼习武，父亲希望其回家继承家产，和錢月珊互生情愫 |
| 楊恭如 | 錢月珊 | 第一学院老师 家里欠下500万高利贷，业余时间兼职挣钱，和王漢文互生情愫  |
| 竇智孔 | 李震   | 香港年轻警员 被派去当卧底，在第一学院监视杜恆風                       |
| 王道   | 杜南   | 杜恆風之父 香港古董富商，私下实际上是走私犯                           |
| 吳震亞 | 大哥   | 金巧莉的哥哥                                                          |

## 工作人员
- 导演：朱延平
- 执行导演：林合隆
- 编剧：柴红兵
- 摄影師：牛国泰
- 美术：董世军

## 制作
- 2003年12月，本片获得获新台币800万元的电影辅导金。[4]
- 2004年2月17日，电影开镜，片名为《少林疯神榜》 。[5]刘亦菲戏份于同月26日杀青。[6]杨恭如3月赴台参加拍摄。[7]电影于同年3月杀青。[8]

## 外部連結
- 互联网电影数据库（IMDb）上《喜歡你喜歡我》的资料（英文）
- 開眼電影網上《喜歡你喜歡我》的資料（繁體中文）
- Yahoo奇摩電影上《喜歡你喜歡我》的資料（繁體中文）
- 时光网上《喜歡你喜歡我》的資料（简体中文）
- 豆瓣电影上《喜歡你喜歡我》的資料 （简体中文）